# Lapdance
Lapdance è un brano musicale del gruppo musicale statunitense N.E.R.D, estratto come primo singolo dall'album In Search of.... Il brano è stato usato nella colonna sonora dei film La ragazza della porta accanto, Kiss of the Dragon, Codice Swordfish e The Real Cancun.
Il video musicale prodotto per Lapdance è stato diretto dalla regista Diane Martel.

## Tracce
1. Lapdance
2. Lil Suzy (feat. Kelis)
3. What's Wrong With Me

## Classifiche
| Classifica                           | Posizione più alta |
| ------------------------------------ | ------------------ |
| Paesi Bassi                          | 56                 |
| Svezia                               | 47                 |
| Regno Unito                          | 33                 |
| U.S. Billboard Hot R&B/Hip-Hop Songs | 85                 |
| U.S. Billboard Hot Rap Singles       | 29                 |